# Bundeswahlkreis Bennelong
Koordinaten: 33° 48′ S, 151° 6′ O

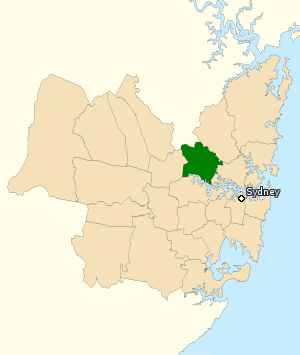
Lage des Wahlkreises in der Metropolregion von Sydney

Der Bundeswahlkreis Bennelong ist ein Wahlkreis (englisch electoral division) für die Wahl eines Abgeordneten des australischen Repräsentantenhauses. Er liegt im nördlichen Teil der australischen Stadt Sydney im Bundesstaat New South Wales. Der Wahlkreis umfasst die Stadtteile Eastwood, Carlingford, Epping and Ryde. Er wurde 1949 gegründet und nach dem Aborigine Woollarawarre Bennelong benannt, der mit Arthur Phillip, dem ersten Gouverneur von New South Wales, befreundet war.
Seit 2022 ist Jerome Laxale von der Australian Labor Party der amtierende Abgeordnete des Wahlkreises.

## Bisherige Abgeordnete
| Name           | Partei                     | Amtszeiten |
| -------------- | -------------------------- | ---------- |
| John Cramer    | Liberal Party of Australia | 1949–1974  |
| John Howard    | Liberal Party of Australia | 1974–2007  |
| Maxine McKew   | Australian Labor Party     | 2007–2010  |
| John Alexander | Liberal Party of Australia | 2010–2022  |
| Jerome Laxale  | Australian Labor Party     | 2022–      |